# Pedro da Cunha Beltrão
Pedro da Cunha Beltrão (1849 — 1928) foi um político brasileiro.
Foi presidente das províncias da Paraíba, de 8 de julho a 20 de setembro de 1885, e do Maranhão, de 3 de agosto a 29 de setembro de 1889.